# 我的燦爛人生 (2011年電視劇)
《我的灿烂人生》，是2011年製作的兩岸合拍偶像劇，翻拍自热门韩剧《灿烂的遗产》。由言承旭、陈彦妃領銜主演，於2011年6月8日開鏡，同年9月殺青。東方衛視2011年首播，深圳衛視2012年二輪播映。

## 劇情
夏晴天自幼喪母，和父親相依為命。晴天父親突遇意外過世，全部財產被繼母林曼怡奪走，晴天流落街頭。偶然的機會晴天進入君盛餐飲集團工作並與集團繼承人劉宇浩相識，
同時也深受身為集團掌門人的宇浩奶奶的喜愛。宇浩沉迷玩樂，奶奶為了激勵宇浩上進竟宣布將由晴天繼承全部遺產，為此宇浩處處與晴天針鋒相對。但在競爭的過程中，兩人都有了不同的成長，也逐漸對對方有了新的認識。在一番坎坷經歷之後，這對歡喜冤家得到了屬於他們兩個人的愛情。

## 剧中歌曲
主题曲：I will be there
插曲：阳光的意义 演唱者：陈彦妃
插曲：想自由 演唱者：林宥嘉
片尾曲：我的灿烂 演唱者：言承旭

## 演員列表

### 主要演員
| 演員   | 角色   | 介紹 |
| 言承旭 | 劉宇浩 | 吊兒郎當”的富二代，擁有良好的身家背景，卻不務正業沉迷玩樂。是君盛餐飲集團的繼承人，但不爭氣，他的奶奶為了激勵他找到了夏晴天，後夏晴天成功感染了，最後慢慢愛上了彼此。 |
| 陈彦妃 | 夏晴天 | 夏晴天原本家庭富裕，但在經歷家庭變故和父親過世的遭遇後，繼母又把她驅趕出家門，她成了無家可歸的“灰姑娘”，偶然的機會她被一個大集團的董事長所青睞，並被指定成為了家族的繼承人。但 紈絝子弟富二代-劉宇浩卻與她處處爭鋒相對，兩人在矛盾和糾結中成為了歡喜冤家，並且感化了這位她口中的腦殘富二代，最後慢慢愛上了彼此。 |
| 贺彬   | 高振轩 | 劉宇浩的好友，喜歡夏晴天 |
| 馨子   | 蒋梦媛 | 林曼怡的女兒，很有心機，喜歡劉宇浩 |
| 翁虹   | 林曼怡 | 蒋梦媛的母親，很有心機。為了他的女兒他不惜一切得罪他人甚至陷害他人，劉宇浩與晴天之間的愛情。 |
| 方芳   | 潘淑慧 | 劉宇浩的奶奶，夏晴天口中的婆婆，非常喜歡夏晴天，君盛餐飲集團董事長 |
| 刘伟   | 夏晴朗 | 夏晴天的弟弟，喜歡彈琴 |
| 牟紫   | 刘宇萱 | |
| 周笑莉 | 陈嘉美 | |
| 邓九云 | 秦佳乐 | |
| 刘尔金 | 吳允甫 | 君盛餐飲集團的特助， |

## 外部連結
- 《我的灿烂人生》東方衛視專題
- 《華麗なる遺産〜燦爛人生〜》日本BS富士台網站

|below=2017年5月1日起黄金剧场更名为东方剧场，2018年8月7日起周播剧场更名为精品剧场
}}

1. ↑  .   [2017-04-23]. （原始内容存档于2020-04-18）.